# 愛媛県立八幡浜高等学校
愛媛県立八幡浜高等学校（えひめけんりつやわたはまこうとうがっこう）は、愛媛県八幡浜市に所在する公立高等学校。

## 学科
- 全日制
  - 普通科
  - 商業科
- 定時制
  - 普通科

## 沿革
- 1901年4月 - 西宇和郡立商業学校開校。
- 1906年4月 - 西宇和郡立商業学校開校を県立移管し、愛媛県立八幡浜商業学校となる。
- 1912年9月 - 町立八幡浜実科高等女学校設立認可。
- 1921年4月 - 町立八幡浜実科高等女学校を、町立八幡浜高等女学校となる。
- 1922年4月 - 町立八幡浜高等女学校を県立移管実施し、愛媛県立八幡浜高等女学校となる。
- 1943年4月 - 市町村学校組合立八幡浜中学校、設立認可。
- 1944年2月 - 市町村学校組合立八幡浜中学校を県立移管し、愛媛県立八幡浜中学校となる。
- 1944年3月 - 戦争に伴う技術者教育のため、県立八幡浜商業学校を県立八幡浜工業学校に改称。
- 1946年4月 - 県立八幡浜工業学校を県立八幡浜商業学校に改称。
- 1948年4月 - 新制高等学校発足に伴い、愛媛県立八幡浜中学校が愛媛県立八幡浜第一高等学校、愛媛県立八幡浜高等女学校が愛媛県立第二高等学校、愛媛県立八幡浜商業学校が愛媛県立八幡浜商業高等学校として発足。
- 1948年9月 - 愛媛県立八幡浜商業高等学校に定時制課程が新設される。
- 1949年9月 - 愛媛県立八幡浜商業高等学校・愛媛県立八幡浜第一高等学校・愛媛県立八幡浜第二高等学校が統合し、愛媛県立八幡浜高等学校になる。
- 2000年 - 100周年記念館、いずしね館落成。
- 2004年3月 - 野球部が第76回選抜高等学校野球大会に21世紀枠として初出場。
- 2022年 - 愛媛県立高校再編計画により、愛媛県立八幡浜工業高等学校・愛媛県立川之石高等学校と統合することが決まる[1]。
- 2025年 - 統合後の制服[2]・校歌・校章が決まる[3]。

## 著名な出身者

### 財界
- 上原光徳（西宮ストークス代表取締役）
- 菊池誠晃（デジタルプラス創業者・代表取締役社長）

### 政治・行政
- 大城一郎（第2代八幡浜市長）
- 加戸守行（公選第14-16代愛媛県知事）
- 高門清彦（第3代伊方町長、愛媛県議会議員）
- 高橋英行（愛媛県議会議員、衆議院議員）
- 二宮清治（デジタル庁統括官〈省庁業務サービスグループ長〉、総務省総合通信基盤局長）
- 山本博司（厚生労働副大臣兼内閣府副大臣〈菅義偉内閣・第1次岸田内閣〉、財務大臣政務官〈第2次安倍内閣〉、参議院議員）

### 学者
- 山本武利（一橋大学名誉教授、早稲田大学教授）
- 繁桝算男（東京大学名誉教授、帝京大学教授）
- 礒崎初仁（中央大学教授）

### スポーツ
- 上田和明（プロ野球選手）
- 菊地彰穂（プロ野球選手）
- 小池真理子（バスケットボール選手）
- 塩崎兼一（プロ野球選手）
- 大黒正一（プロ野球選手）
- 谷本稔（プロ野球選手）
- 成田幸洋（プロ野球選手）
- 二宮城光（空手家、国際空手道円心会館館長）
- 二宮忠士（プロ野球選手）
- 二宮政昭（プロ野球選手）
- 平田栄史（近代五種選手）
- 平山鎔均（신용균。昭和33年、第40回夏の甲子園大会に出場した際のエース。後年、韓国プロ野球で指導者として活躍）
- 兵頭冽（プロ野球選手）
- 藤沢公也（プロ野球選手）
- 道上伯（柔道指導者）
- 見乗敏茂（プロ野球選手）
- 矢野清（プロ野球選手）

### 芸能・芸術
- 朝倉紀行（作曲家）
- 井上昌己（歌手）
- 大森敬仁（テレビドラマ・映画プロデューサー）
- テル（お笑いタレント）
- 林美智子（女優）
- 宮本益光（バリトン歌手）
- レイザーラモンRG（お笑いタレント）

### 文学
- 高橋新吉（詩人）
- 松井計（作家）

### マスコミ
- 宇都宮基師（南海放送アナウンサー）
- 二宮清純（スポーツジャーナリスト）
- 清家夕貴（南海放送アナウンサー）
- 松坂貴久子（静岡第一テレビアナウンサー）

### その他
- 吉良愛（婚活事業家）